# Dropkick Murphys
Die Dropkick Murphys sind eine 1996 in Quincy gegründete, irisch-amerikanische Folk-Punk-Band.
Die Band bezeichnet ihren Musikstil selbst als eine Mischung aus Punkrock, Irish Folk, Rock und Hardcore Punk.

## Bandgeschichte
Die Band wurde 1996 von Sänger Mike McColgan, Gitarrist Rick Barton, Bassist Ken Casey und Schlagzeuger Jeff Erna gegründet. Barton hatte zuvor bei der lokalen Power-Pop-Band The Outlets gespielt. 1998 veröffentlichten die Murphys nach zahlreichen Singles und Splits mit Do or Die ihr erstes Album. Gleich nach dessen Veröffentlichung verließ Sänger Mike McColgan die Band, um sich einen lang gehegten Traum zu erfüllen: Er wurde Feuerwehrmann beim Boston Fire Department. Sein Nachfolger wurde der Sänger der „Bruisers“, Al Barr. (2002 beschloss Feuerwehrmann McColgan jedoch, sich wieder dem Musikbusiness zuzuwenden, und gründete die Punkband „Street Dogs“.)

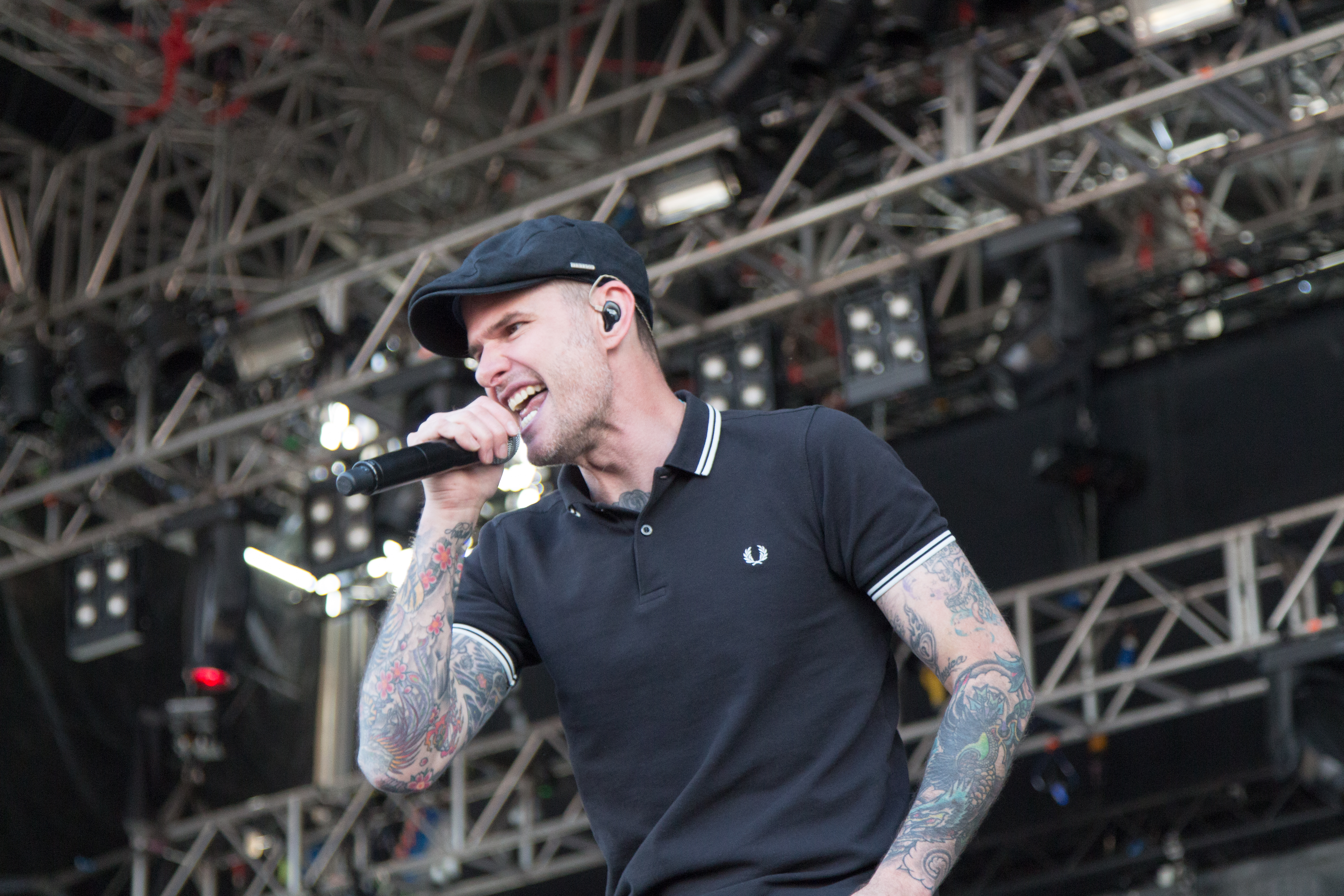
Al Barr am Nova Rock 2014

Nach dem zweiten Album The Gang’s All Here kehrte 1999 Gitarrist Rick Barton den Dropkick Murphys den Rücken. Sein selbst gewählter Nachfolger wurde James Lynch von den „Ducky Boys“. Noch vor dem dritten Album Sing Loud, Sing Proud wurde die Band von Mark Orell, Spicy MacHaggis (der später durch Scruffy Wallace ersetzt wird) und Ryan Foltz (der später von Tim Brennan abgelöst wird) verstärkt. Auf diesem Album sind außerdem Gastauftritte von Shane MacGowan, Sänger der Irish-Folk-Band The Pogues, und Colin McFaull, Sänger der Oi-Band Cock Sparrer, zu finden. MacGowan singt bei den Liedern Good Rats und Wild Rover mit. Auf dem Album Blackout findet sich eine Rockversion des bekannten irischen Liedes Fields of Athenry über die Irische Hungersnot Mitte des 19. Jahrhunderts. Außerdem ist eine Punkrockversion des irischen Volksliedes The Black Velvet Band zu finden.
Dropkick Murphys treten seit 2001 jährlich beim Saint-Patrick’s-Day-Festival in Boston auf.
Im Jahr 2005 veröffentlichte die Band eine Balladenversion von Fields of Athenry im Gedenken an den verstorbenen US-Soldaten Sgt. Andrew Farrar, auf dessen Beerdigung sie den Song live spielten. Im selben Jahr erschien das Album The Warrior’s Code, unter anderem mit I’m Shipping Up to Boston mit dem Text von Woody Guthrie.
Die Band ist in Martin Scorseses Film Departed – Unter Feinden mit dem Titel I’m Shipping Up to Boston auf dem Soundtrack vertreten. Dieser Titel wird auch bei Die Simpsons in den Episoden Debarted – Unter Ratten und The Town – Stadt ohne Gnade gespielt.
Am 18. September 2007 erschien das Album The Meanest of Times. Es war ihr erstes Album, das nicht von HellCat Records veröffentlicht wurde. Am 17. Oktober 2007 wurde das Album in Japan über Solitary Man Records veröffentlicht.
Im Januar 2008 verließ Marc Orrell die Band, da er in Zukunft seinen eigenen Musikstil weiterführen möchte. Tim Brennan trat daraufhin als Gitarrist dessen Nachfolge an, während Jeff DaRosa als neues Mitglied die alten Pflichten von Brennan übernahm.

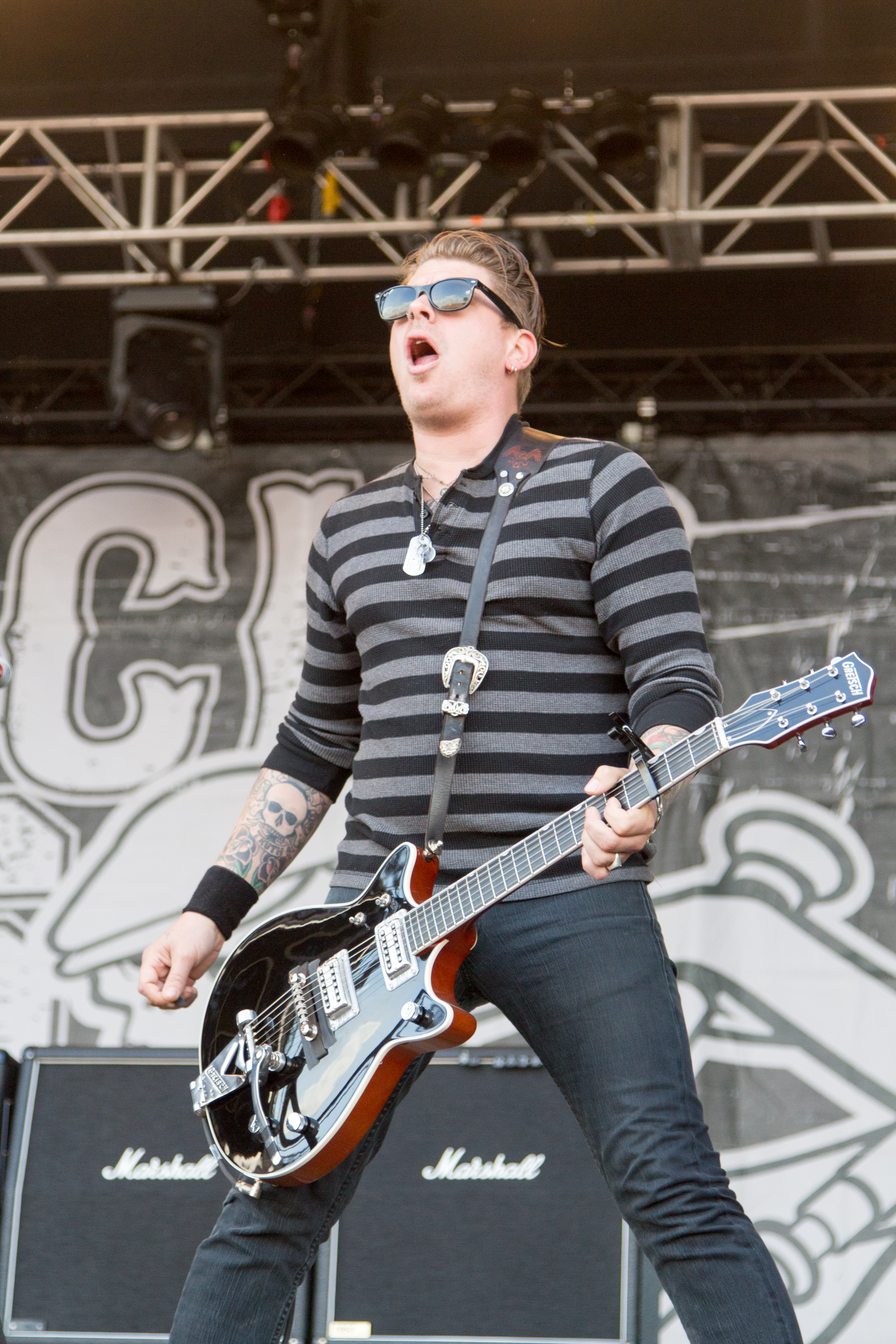
James Patrick Lynch am Nova Rock 2014

Am 16. März 2010 erschien das Livealbum Live on Lansdowne. Die Aufnahmen dazu wurden vom 12. März bis zum 17. März 2009 in sechs aufeinanderfolgenden Tagen im Landsdome in Boston aufgenommen. Das Album besteht aus Live-CD und -DVD.
Für die Xbox-360- und Playstation-3-Versionen des Videospiels Guitar Hero 3 gibt es ein „Dropkick Murphys Track Pack“ zum kostenlosen Download. Darin enthalten sind drei Lieder der Band, die nachgespielt werden dürfen. Die Tracks stammen allesamt aus dem Album The Meanest of Times: Johnny, I Hardly Knew Ya, (F)lannigan’s Ball, Famous for Nothing
Am 1. März 2011 erschien das Album Going Out in Style, das von dem irischen Einwanderer Cornelius handelt. Als Gastmusiker sind unter anderem Fat Mike (NOFX) und Bruce Springsteen vertreten. Der Song The State of Massachusetts auf dem Album The Meanest of Times (2007) ist die Titelmusik der amerikanischen Fernsehsendung Nitro Circus, die von MTV ausgestrahlt wird.
2012 spielten die Dropkick Murphys erstmals bei den Festivals Rock am Ring und Rock im Park sowie auf zahlreichen anderen Festivals in Europa.
Am 8. November 2012 erschien vorab zum neuen Album Signed and Sealed in Blood das Video zu Rose Tattoo auf dem YouTube-Channel der Band. Für das Musik-Video der Single Rose Tattoo rief die Band ihre Fans dazu auf, Fotos vom Bandlogo an die Band zu schicken oder sich das Band-Logo als Tattoo stechen zu lassen und dies per Video zu dokumentieren. Das Album erschien am 8. Januar 2013. Für den Sampler Respect Your Roots Worldwide coverte die Band den Bruce-Springsteen-Song Badlands.
Am 24. Februar 2015 erschien Famous for Nothing: A Tribute to Dropkick Murphys bei „Take a Shot Records“. Darauf covern zahlreiche Bands bekannte Dropkick-Murphys-Stücke. Beteiligt sind unter anderem die Barroom Heroes, Irish Moutarde, Skullians und The Gobshites. Zusammen mit Frontmann Al Barr trug auch die deutsche Streetpunk-Band Emscherkurve 77 ein Stück zum Album bei, das komplett auf Deutsch gesungen wird.
Im Juni 2015 entschieden sich Dudelsack-Spieler Josh „Scruffy“ Wallace und die Band nach einer Pause gemeinsam, getrennte Wege zu gehen. Ein offizieller Nachfolger steht aktuell noch nicht fest, allerdings übernahm seither Lee Forshner den Dudelsack für Aufnahmen im Studio und auch live, ohne jedoch als offizielles Bandmitglied vorgestellt worden zu sein.
Im November 2016 wurde die Veröffentlichung eines neuen Albums bekannt gegeben, welche schließlich am 6. Januar 2017 erfolgte. Das Album 11 Short Stories of Pain & Glory erreichte in Deutschland Platz 3 der Albumcharts, was hier die bisher höchste Positionierung darstellt. Gleiches gilt für Platz 4 in Österreich und Platz 6 in der Schweiz. Ausgekoppelte Singles sind Blood, You'll Never Walk Alone und Paying My Way; ferner enthält das Album mit 4-15-13 einen Song, welcher der Opfer des Anschlags auf den Boston-Marathon gedenkt.
2018 war Ken Casey in einen Motorradunfall verwickelt, in dessen Folge er durch eine Bandscheibenverletzung das Gefühl in seinen Fingern verlor. Bis die Verletzung wieder vollständig kuriert ist, tritt er nicht mehr als Bassist in Erscheinung, sondern fungiert zusammen mit Al Barr als Frontmen. Den Bass spielt seitdem Kevin Rheault, welcher zuvor bereits andere Musiker in der Band gelegentlich vertrat. Wie Forshner wird auch Rheault allerdings nicht als offizielles Band-Mitglied geführt.
Pünktlich zur am gleichen Tag in Mannheim beginnenden Europa-Tour veröffentlichte die Band am 31. Januar 2020 online die beiden neuen Songs Smash Shit Up und The Bonny und kündigte für August oder September 2020 ein neues Album an. Die Tour endete drei Wochen später mit einem Auftritt in London, noch bevor es in Europa durch die COVID-19-Pandemie zu Konzertausfällen kam. Das kurz darauf alljährlich an Saint Patrick’s Day stattfindende Konzert in Boston musste jedoch ohne Besucher gespielt werden, weshalb es unter dem Titel Streaming Up From Boston kostenlos als Live-Stream übertragen wurde.
Angesichts der Entlassung von gut 80.000 Beschäftigten des US Department of Veteran Affairs und weiterer Kürzungen traten die Dropkick Murphys am 6. Juni 2025 bei einer Gegendemonstration von Veteranen in Washington, D.C. auf.

## Diskografie

### Studioalben
| Jahr | Titel                             | Höchstplatzierung, Gesamtwochen, AuszeichnungChartplatzierungen (Jahr, Titel, Platzierungen, Wochen, Auszeichnungen, Anmerkungen) | Höchstplatzierung, Gesamtwochen, AuszeichnungChartplatzierungen (Jahr, Titel, Platzierungen, Wochen, Auszeichnungen, Anmerkungen) | Höchstplatzierung, Gesamtwochen, AuszeichnungChartplatzierungen (Jahr, Titel, Platzierungen, Wochen, Auszeichnungen, Anmerkungen) | Höchstplatzierung, Gesamtwochen, AuszeichnungChartplatzierungen (Jahr, Titel, Platzierungen, Wochen, Auszeichnungen, Anmerkungen) | Höchstplatzierung, Gesamtwochen, AuszeichnungChartplatzierungen (Jahr, Titel, Platzierungen, Wochen, Auszeichnungen, Anmerkungen) | Anmerkungen                                                                               |
| Jahr | Titel                             | DE | AT | CH | UK | US | Anmerkungen                                                                               |
| ---- | --------------------------------- | --- | --- | --- | --- | --- | ----------------------------------------------------------------------------------------- |
| 1998 | Do or Die                         | — | — | — | — | — | Erstveröffentlichung: 27. Januar 1998 Produzent: Lars Frederiksen                         |
| 1999 | The Gang’s All Here               | — | — | — | — | US184 (1 Wo.)US | Erstveröffentlichung: 9. März 1999 Produzent: Lars Frederiksen                            |
| 2001 | Sing Loud, Sing Proud!            | — | — | — | — | US144 (1 Wo.)US | Erstveröffentlichung: 6. Februar 2001 Produzent: Ken Casey                                |
| 2003 | Blackout                          | — | — | — | — | US83 (6 Wo.)US | Erstveröffentlichung: 10. Juni 2003 Produzent: Ken Casey                                  |
| 2005 | The Warrior’s Code                | DE51 (1 Wo.)DE | AT72 (1 Wo.)AT | — | — | US48 Gold · (6 Wo.)US | Erstveröffentlichung: 21. Juni 2005 Produzenten: David Bianco, Ken Casey, Raymond Jeffrey |
| 2007 | The Meanest of Times              | DE38 (1 Wo.)DE | — | — | — | US20 (10 Wo.)US | Erstveröffentlichung: 18. September 2007 Produzenten: Dropkick Murphys                    |
| 2011 | Going Out in Style                | DE19 (7 Wo.)DE | AT33 (3 Wo.)AT | CH38 (4 Wo.)CH | UK85 (1 Wo.)UK | US6 (7 Wo.)US | Erstveröffentlichung: 1. März 2011 Produzent: Ted Hutt                                    |
| 2013 | Signed and Sealed in Blood        | DE5 (9 Wo.)DE | AT9 (4 Wo.)AT | CH27 (5 Wo.)CH | UK88 (1 Wo.)UK | US9 (11 Wo.)US | Erstveröffentlichung: 8. Januar 2013 Produzent: Ted Hutt                                  |
| 2017 | 11 Short Stories of Pain & Glory  | DE3 (6 Wo.)DE | AT4 (5 Wo.)AT | CH6 (7 Wo.)CH | UK68 (1 Wo.)UK | US8 (2 Wo.)US | Erstveröffentlichung: 6. Januar 2017 Produzent: Ted Hutt                                  |
| 2021 | Turn Up That Dial                 | DE4 (3 Wo.)DE | AT9 (2 Wo.)AT | CH15 (2 Wo.)CH | — | US74 (1 Wo.)US | Erstveröffentlichung: 30. April 2021                                                      |
| 2022 | This Machine Still Kills Fascists | DE24 (3 Wo.)DE | AT64 (1 Wo.)AT | CH36 (2 Wo.)CH | — | — | Erstveröffentlichung: 30. September 2022 Dropkick Murphys feat. Woody Guthrie             |
| 2023 | Okemah Rising                     | DE19 (1 Wo.)DE | — | CH63 (1 Wo.)CH | — | — | Erstveröffentlichung: 12. Mai 2023                                                        |
| 2025 | For the People                    | — | — | — | — | — | Erstveröffentlichung: 4. Juli 2025                                                        |

Weitere Studioalben
- 2000: Mob Mentality (Splitalbum, mit The Business)

### Livealben
| Jahr | Titel                                     | Höchstplatzierung, Gesamtwochen, AuszeichnungChartplatzierungen (Jahr, Titel, Platzierungen, Wochen, Auszeichnungen, Anmerkungen) | Höchstplatzierung, Gesamtwochen, AuszeichnungChartplatzierungen (Jahr, Titel, Platzierungen, Wochen, Auszeichnungen, Anmerkungen) | Höchstplatzierung, Gesamtwochen, AuszeichnungChartplatzierungen (Jahr, Titel, Platzierungen, Wochen, Auszeichnungen, Anmerkungen) | Höchstplatzierung, Gesamtwochen, AuszeichnungChartplatzierungen (Jahr, Titel, Platzierungen, Wochen, Auszeichnungen, Anmerkungen) | Höchstplatzierung, Gesamtwochen, AuszeichnungChartplatzierungen (Jahr, Titel, Platzierungen, Wochen, Auszeichnungen, Anmerkungen) | Anmerkungen |
| Jahr | Titel                                     | DE | AT | CH | UK | US | Anmerkungen |
| ---- | ----------------------------------------- | --- | --- | --- | --- | --- | --- |
| 2002 | Live on St. Patrick’s Day from Boston, MA | — | — | — | — | US155 (1 Wo.)US | Erstveröffentlichung: 10. September 2002 Aufnahme: Avalon Ballroom Boston, 15.–17. März 2002 Produzent: Paul Kolderie |
| 2010 | Live on Lansdowne, Boston MA              | — | — | — | — | US25 (3 Wo.)US | Erstveröffentlichung: 16. März 2010 Seven Shows Six Nights: 12.–17. März 2009 CD + DVD                                |

Weitere Livealben
- 2012: Live at Fenway

### Kompilationen
- 1998: The Early Years: Underpaid & Out of Tune
- 2000: The Singles Collection, Vol. 1
- 2005: The Singles Collection, Vol. 2
- 2013: Dropkick Murphys

### EPs
- 1997: Boys on the Docks
- 1997: Tattoos and Scally Caps (limitiert auf 4000 Exemplare)
- 1999: Curse of a Fallen Soul
- 2004: Tessie

### Singles
| Jahr | Titel Album                                  | Höchstplatzierung, Gesamtwochen, AuszeichnungChartplatzierungen (Jahr, Titel, Album, Platzierungen, Wochen, Auszeichnungen, Anmerkungen) | Höchstplatzierung, Gesamtwochen, AuszeichnungChartplatzierungen (Jahr, Titel, Album, Platzierungen, Wochen, Auszeichnungen, Anmerkungen) | Höchstplatzierung, Gesamtwochen, AuszeichnungChartplatzierungen (Jahr, Titel, Album, Platzierungen, Wochen, Auszeichnungen, Anmerkungen) | Höchstplatzierung, Gesamtwochen, AuszeichnungChartplatzierungen (Jahr, Titel, Album, Platzierungen, Wochen, Auszeichnungen, Anmerkungen) | Höchstplatzierung, Gesamtwochen, AuszeichnungChartplatzierungen (Jahr, Titel, Album, Platzierungen, Wochen, Auszeichnungen, Anmerkungen) | Anmerkungen |
| Jahr | Titel Album                                  | DE | AT | CH | UK | US | Anmerkungen |
| ---- | -------------------------------------------- | --- | --- | --- | --- | --- | --- |
| 2003 | Walk Away Blackout                           | — | — | — | UK84 (1 Wo.)UK | — | Erstveröffentlichung: 27. Juli 2003 Autoren: Dropkick Murphys                                                                      |
| 2004 | Fields of Athenry Blackout                   | — | — | — | UK85 (1 Wo.)UK | — | Erstveröffentlichung: 8. März 2004 Autor: Pete St. John                                                                            |
| 2013 | I’m Shipping Up to Boston The Warrior’s Code | — | — | CH45 (1 Wo.)CH | UK— SilberUK | US— PlatinUS | Erstveröffentlichung: 21. Juni 2005 vom Soundtrack des Films Departed – Unter Feinden Musik: Dropkick Murphys; Text: Woody Guthrie |

Weitere Singles
- 1997: Fire and Brimstone
- 2000: Good Rats / The Wild Rover
- 2003: Blackout
- 2003: Back to the Hub
- 2005: The Warrior’s Code
- 2008: The State of Massachusetts
- 2012: The Season’s Upon Us
- 2012: Sunday Hardcore Matinee (Live at Fenway Park)
- 2013: Rose Tattoo (For Boston Charity EP) (feat. Bruce Springsteen)
- 2025: Who’ll Stand With Us?

### Videoalben
- 2004: On the Road with the Dropkick Murphys
- 2010: Live on Lansdowne, Boston MA

## Auszeichnungen für Musikverkäufe
| Silberne Schallplatte - Europa (Impala) - 2008: für die Single The Meanest of Times | Goldene Schallplatte - Italien - 2017: für die Single I’m Shipping Up to Boston |

Anmerkung: Auszeichnungen in Ländern aus den Charttabellen bzw. Chartboxen sind in ebendiesen zu finden.
| Land/RegionAuszeichnungen für Musikverkäufe (Land/Region, Auszeichnungen, Verkäufe, Quellen) | Silber     | Gold     | Platin  | Verkäufe  | Quellen         |
| -------------------------------------------------------------------------------------------- | ---------- | -------- | ------- | --------- | --------------- |
| Europa (IFPI)                                                                                | Silber1    | —        | —       | (30.000)  | impalamusic.org |
| Italien (FIMI)                                                                               | —          | Gold1    | —       | 25.000    | fimi.it         |
| Vereinigte Staaten (RIAA)                                                                    | —          | Gold1    | Platin1 | 1.500.000 | riaa.com        |
| Vereinigtes Königreich (BPI)                                                                 | Silber1    | —        | —       | 200.000   | bpi.co.uk       |
| Insgesamt                                                                                    | 2× Silber2 | 2× Gold2 | Platin1 |           |                 |